# سوزاندن گناه و پاک‌کردن آن
سوزاندن گناه و پاک‌کردن آن (به هندی: Paap Ko Jalaa Kar Raakh Kar Doonga) فیلمی محصول سال ۱۹۸۸ و به کارگردانی کی. آر ریدی است. در این فیلم بازیگرانی همچون درمندرا، گوویندا، آنیتا راج، فرح، کولبوشان کارباندا، تانوجا، افتخار، شاکتی کاپور، انوپم کهیر ایفای نقش کرده‌اند.